# Glacier Nils Larsen
Le glacier Nils Larsen est un glacier descendant jusqu'à la côte ouest de l'île Pierre Ier, à proximité du nord de la baie de Norvegia.

## Histoire
En février 1929, l'équipage du Norvegia effectue une série d'études sur cette île et y débarque le 2 février. 
Le glacier a été nommé en hommage à Nils Larsen, le capitaine du Norvegia.